# Kuraszewo (gmina Czyże)
Kuraszewo – wieś w Polsce położona w województwie podlaskim, w powiecie hajnowskim, w gminie Czyże.
| SIMC    | Nazwa                    | Rodzaj    |
| ------- | ------------------------ | --------- |
| 0026198 | Podborzyca               | część wsi |
| 0026206 | Przy Kamienickiej Drodze | część wsi |
| 0026212 | Przy Klejnickiej Drodze  | część wsi |
| 0026229 | Przy Kojłowskiej Drodze  | część wsi |
| 0026235 | Przy Korniańskiej Drodze | część wsi |
| 0026241 | Wyżar                    | część wsi |

Wieś królewska w leśnictwie bielskim w ziemi bielskiej województwa podlaskiego w 1795 roku.
W latach 1954–1959 wieś należała i była siedzibą władz gromady Kuraszewo, po jej zniesieniu w gromadzie Czyże. W latach 1975–1998 miejscowość należała administracyjnie do województwa białostockiego.
Przez miejscowość przepływa niewielka rzeka Łoknica, dopływ Narwi.
Wieś w 2011 zamieszkiwało 305 osób.
Wieś jest siedzibą prawosławnej parafii św. Antoniego Pieczerskiego. Natomiast wierni kościoła rzymskokatolickiego należą do parafii Wniebowzięcia Najświętszej Maryi Panny i św. Stanisława Biskupa i Męczennika w Narwi.

## Historia

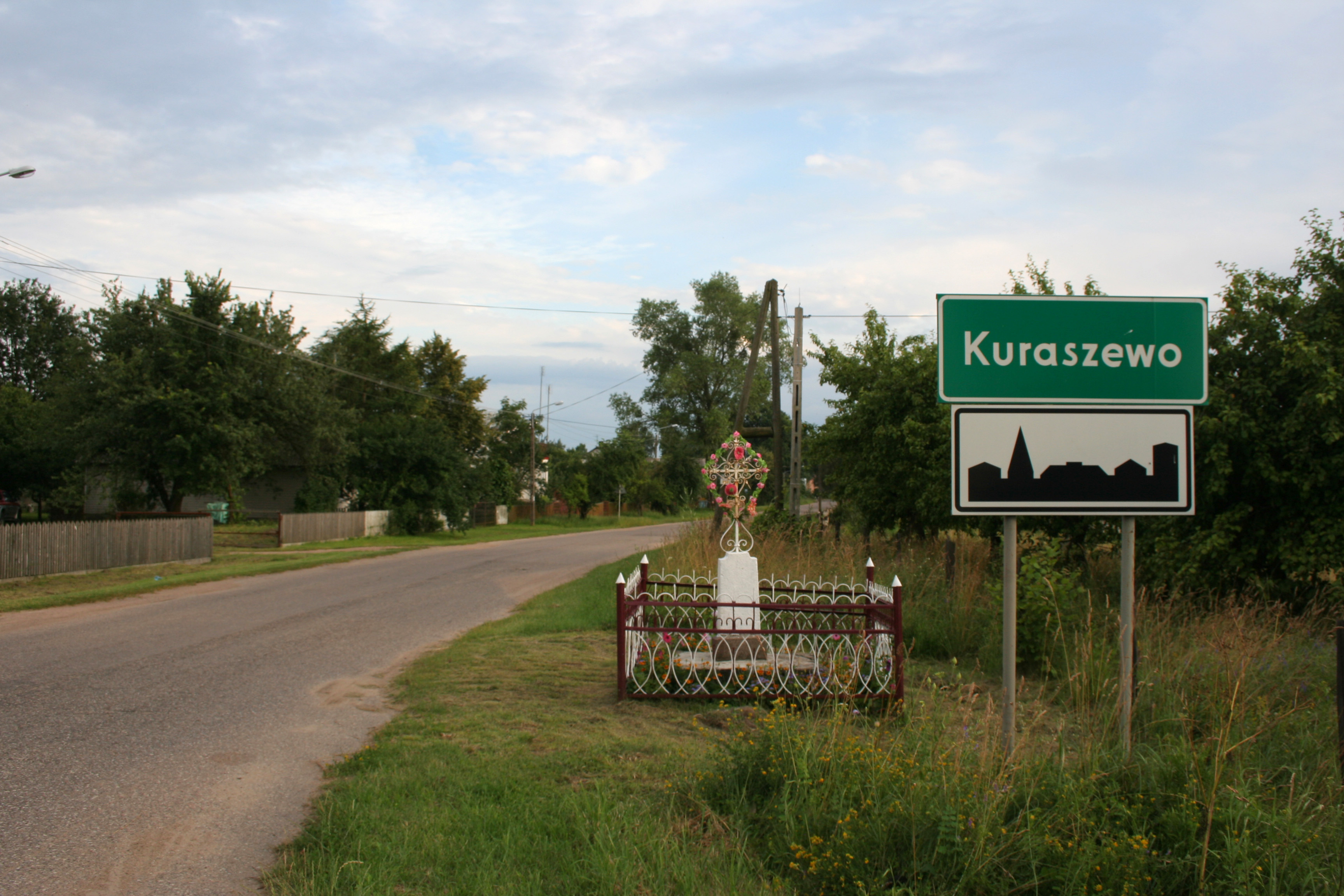
Wjazd do wsi

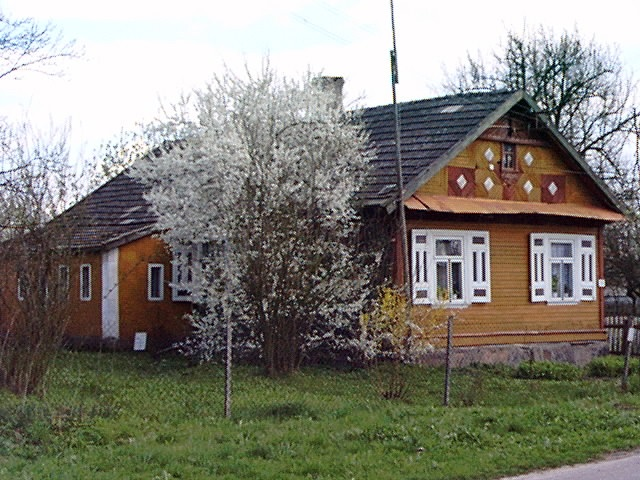
Zabytkowy dom

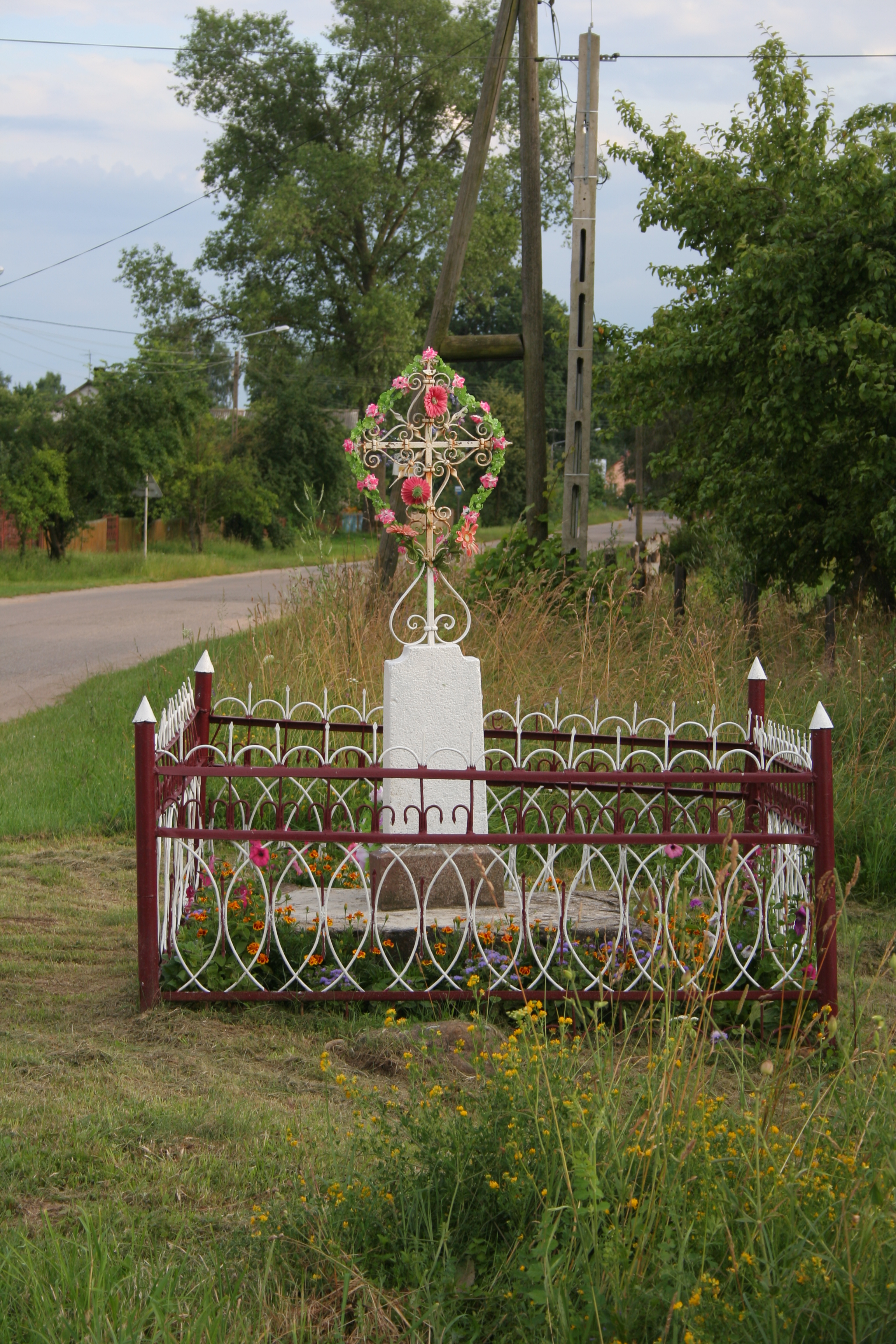
Krzyż przydrożny w Kuraszewie

Wieś została założona przed 1570. W 1775 było w niej 68 domów i zamieszkiwało ją 298 mieszkańców.
W 1868, na lokalnym cmentarzu wybudowana została cerkiew prawosławna pw. św. Antoniego Pieczerskiego. W 1897 została utworzona osobna parafia, natomiast rok później świątynia została rozbudowana. W trakcie I wojny światowej, w 1914 część mieszkańców udała się na bieżeństwo uciekając przed zbliżającymi się wojskami niemieckimi, które po zajęciu tych terenów pozostały tutaj do 1918, do momentu odrodzenia Polski. W 1927 spłonęła część zachodnia wsi z 42 zabudowaniami. W tym też roku budynek cerkwi został przekazany neounitom, który jednak powrócił w ręce prawosławnych po wygranej rozprawie w polskim sądzie w 1932. Na początku lat 30. XX w. powstała we wsi Ochotnicza Straż Pożarna z 10 strażakami, którzy otrzymali stosowne wyposażenie z pompą strażacką. Przed 1939 w pobliżu wsi znajdował się dworek w miejscu określanym jako Pańskie. W 1936 we wsi powstały dwa wiatraki. We wrześniu 1939 rozpoczęła się okupacja radziecka, a w czerwcu 1941 niemiecka. Podczas okupacji niemieckiej cerkiew została wyremontowana oraz dobudowano dzwonnicę. W tym też czasie około 50 mężczyzn ze wsi zostało zwabionych albo wywiezionych do niewolniczej pracy do Niemiec.
W 1947 otworzono sklep spożywczo-przemysłowy „Samopomocy Chłopskiej”. W 1951 założono Spółdzielnię Produkcyjną. W 1954 wieś stała się siedzibą urzędu gminy. W latach 1960–1961 zbudowany został nowy sklep. W 1963 wybudowano zlewnię mleka. Kółko Rolnicze zostało założone we wsi w 1962. W 1963 powstało Koło Gospodyń Wiejskich. W 1967 doprowadzono elektryczność do gospodarstw. W 1971 uruchomiono pierwsze połączenie autobusowe do Hajnówki. W 1977 Kuraszewo zostało gospodarzem dożynek gminnych i założono zespół folklorystyczny. W 1984 RSW „Ruch” w Bielsku Podlaskim otworzył we wsi placówkę określaną przez mieszkańców jako klub, w którym odbywały się liczne chrzciny i zabawy.

### Badania archeologiczne
Pierwsze prace archeologiczne w pobliżu wsi prowadził w 1932 prof. Zdzisław Rajewski. W latach 1960–61 przeprowadzono pod kierunkiem Jana Jaskanisa badania archeologiczne dwóch kurhanów typu rostołckiego (należących do kultury wielbarskiej wiązanej z plemionami Gotów i Gepidów) położonych na wschód od wsi w pobliżu prawego brzegu rzeki Kuraszanki w miejscu zwanym Zamczysko. Kurhany pierwotnie były obłożone płaszczem kamiennym, a w ich wnętrzu odnaleziono kamienne jądro z otoczaków z pierwotnym grobem i późniejszymi grobami szkieletowymi i ręcznie lepioną ceramikę. Pierwotnie kurhany miały średnicę do ok. 30 m i do 3 m wysokości. Podobne kurhany odkryto między innymi w Rostołtach, Jasionowej Dolinie i Kutowej.
W niedalekiej odległości na wschód od Kuraszewa znajduje się także kilka cmentarzysk mazowieckich z końca XI–XII wieku z płaskimi grobami z charakterystycznymi kamiennymi obudowami, wewnątrz których umieszczano pochówki ciałopalne. Jedno z takich cmentarzysk znajduje się na południe od powstałej w 1942 niewielkiej cerkiewki pod wezwaniem Świętych Braci Machabeuszy (na granicy z Ladami).

### Badania lingwistyczne
Na podstawie badań lingwistycznych gwary wsi przeprowadzonych w Kuraszewie w latach 70. XX wieku powstała praca doktorska Jana Pietruczuka Słownictwo wsi Kuraszewo koło Hajnówki (Lublin 1977).

## Zabytki
- parafialna cerkiew prawosławna pod wezwaniem św. Antoniego Pieczerskiego z 1868, nr rej.:A-104 z 15.05.1998
- cmentarz prawosławny z drugiej połowy XIX w., nr rej.:A-104 z 15.05.1998[15].

## Urodzeni w Kuraszewie
- Sławomir Dawidziuk – doktor inżynier nauk technicznych, Sybirak, geodeta wojewódzki w Białymstoku.